# Navira naguan
Navira naguan là một loài nhện trong họ Lycosidae. Chúng được Piacentini & Grismado mô tả năm 2009, thường xuất hiện ở Argentina.